# Évêché orthodoxe roumain de Hongrie
L'Évêché orthodoxe roumain de Hongrie (en hongrois : Magyarországi Román Ortodox Egyházmegye ; en roumain : Episcopia Ortodoxă Română din Ungaria) est la branche hongroise de l'Église orthodoxe roumaine. Elle est liée à la minorité roumaine de Hongrie.